# Долгов, Александр Владимирович (архитектор)
Александр Владимирович Долгов (род. 12 августа 1957, Свердловск) — советский и российский архитектор, кандидат архитектуры, профессор и ректор Уральского государственного архитектурного университета. Член-корреспондент РААСН.

## Биография
Родился в Свердловске 12 августа 1957 года.
Окончил Свердловский архитектурный институт. Является членом градостроительных советов при главном архитекторе Екатеринбурга и губернаторе Свердловской области, членом экспертного совета историко-культурной экспертизы при Министерстве культуры Свердловской области, а также членом художественного экспертного совета по монументальному искусству Урала и Западной Сибири.
С 2001 года возглавляет Институт УралНИИпроект РААСН.
С декабря 2019 года занимает пост ректора Уральского государственного архитектурного университета.

## Проекты
Участие в проектах: Храм на Крови (Екатеринбург), часовня Святой Екатерины (Екатеринбург), реставрированное здание Первого железнодорожного вокзала и Мытный двор (Екатеринбург), Храмовый комплекс Серафима Саровского (Новоуральск), Преображенский собор (Серов), Храм Максима Исповедника и Бульвар Мира (Краснотурьинск), реставрированный Собор Александра Невского Новотихвинского женского монастыря (Екатеринбург).

## Награды
За вклад в церковное зодчество России награждён орденом Сергия Радонежского III степени; обладатель золотых и серебряных дипломов Международного фестиваля «Зодчество» и дипломов РААСН, премии Главы города Екатеринбурга, а также лауреат премии имени В. Н. Татищева и Г. В. де Геннина в 2000 году за проектирование и строительство часовни во имя Святой великомученицы Екатерины в Екатеринбурге.